# Palmenweber

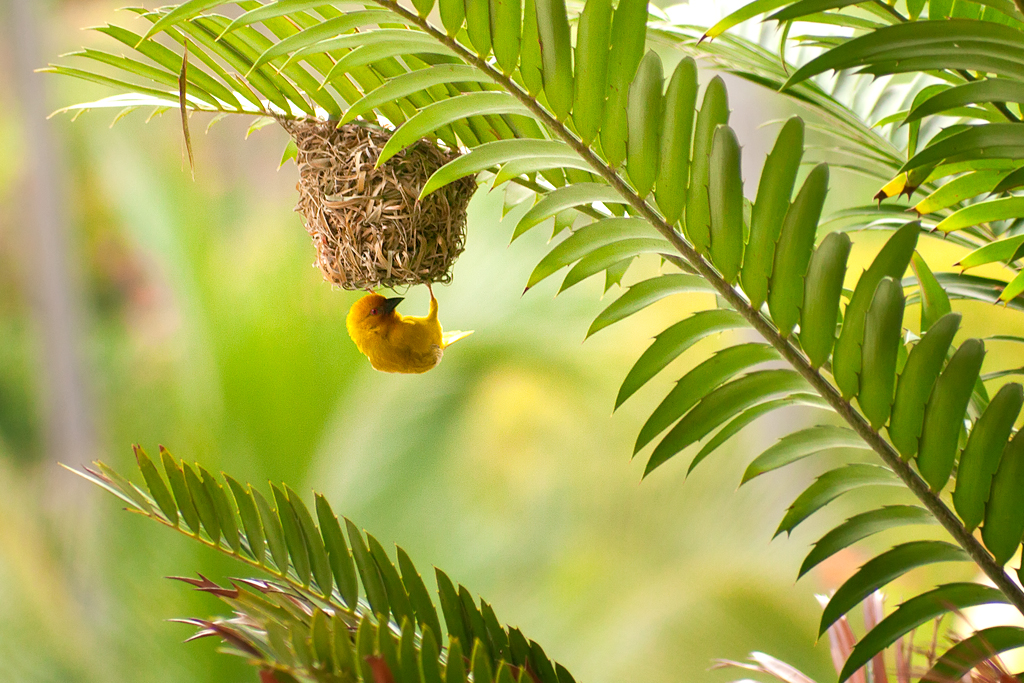
Weibchen am Nest

Der Palmenweber (Ploceus bojeri, Syn.: Hyphantornis bojeri) zählt innerhalb der Familie der Webervögel (Ploceidae) zur Gattung der Ammerweber (Ploceus).
Der lateinische Artzusatz bezieht sich auf Wenceslas Bojer.
Der Vogel kommt in Ostafrika in Äthiopien, Kenia, Somalia und im Nordosten Tansanias vor.
Das Verbreitungsgebiet umfasst Palmensavanne an der Küste, Uferbewuchs bis in Savannen unterhalb 1200 m Höhe.

## Merkmale
Die Art ist 14 cm groß und wiegt zwischen 17 und 29 g. Das Männchen ist hellgelb mit Orange an Kopf und Brust, dort kastanienbraun abgegrenzt, mit dunkelbrauner Iris, fast schwarz, und schwarzem Schnabel. Die Flügeldecken sind gelbbraun und leicht gelb gestreift. Das Weibchen ist gelblich olivbraun, auf der Oberseite gelb gestreift, die Unterseite gelb, der Schnabel ist anthrazit oben und gelblich unten. Jungvögel sind blasser als Weibchen.
Die Art ist monotypisch.

## Stimme
Der Gesang des Männchens wird als Reihe knarrender Töne, „eee-urr-twa-twee-twu“ beschrieben.

## Lebensweise
Die Nahrung besteht hauptsächlich aus Samen und Insekten. Die Vögel leben gesellig.
Die Brutzeit liegt zwischen Oktober und Januar in Kenia, zwischen Mai und Oktober in Mombasa, Mai und Juli in Somalia.

## Gefährdungssituation
Der Bestand gilt als nicht gefährdet (Least Concern).